# Rhipsalis teres
Rhipsalis teres là một loài thực vật có hoa trong họ Cactaceae. Loài này được (Vell.) Steud. miêu tả khoa học đầu tiên năm 1841.

## Hình ảnh

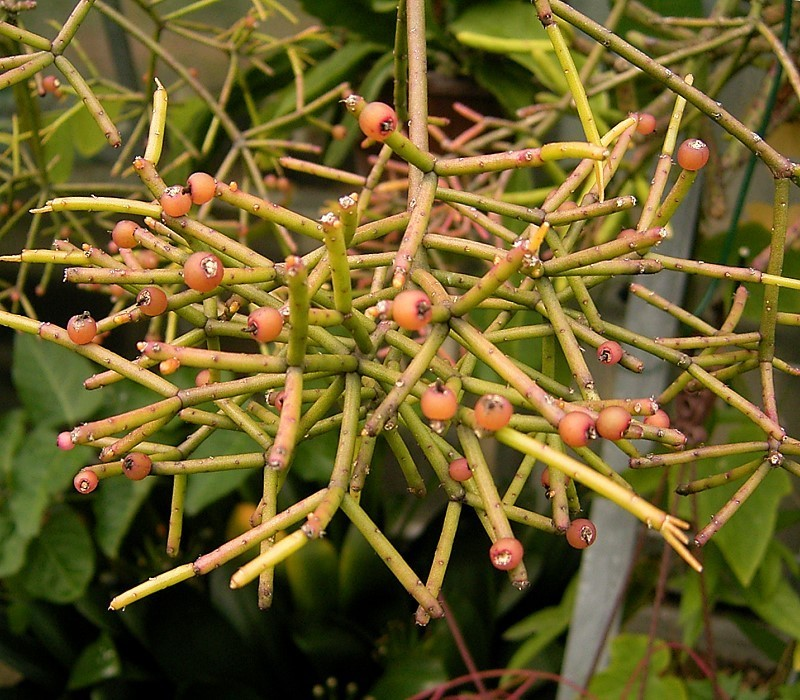
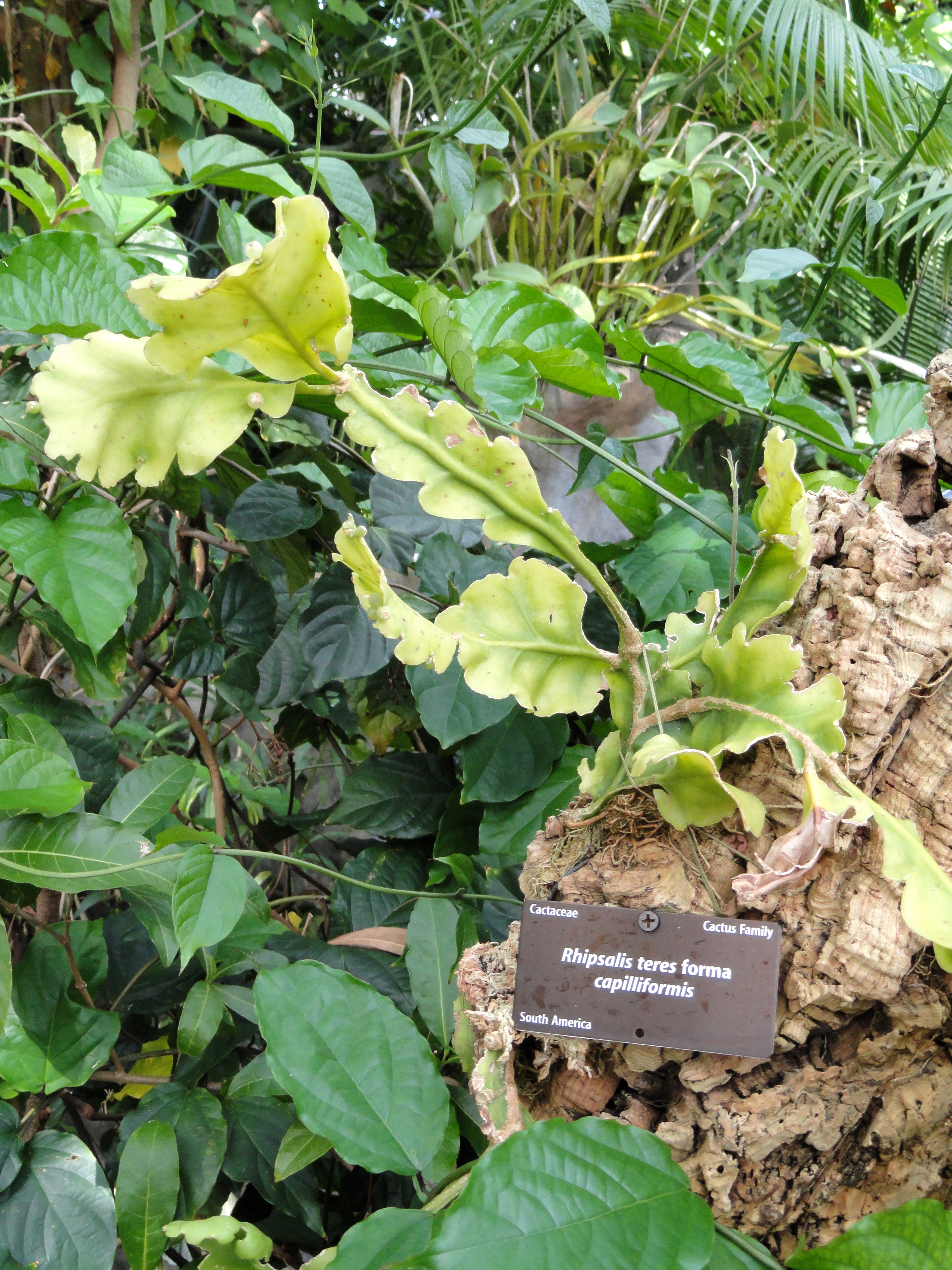
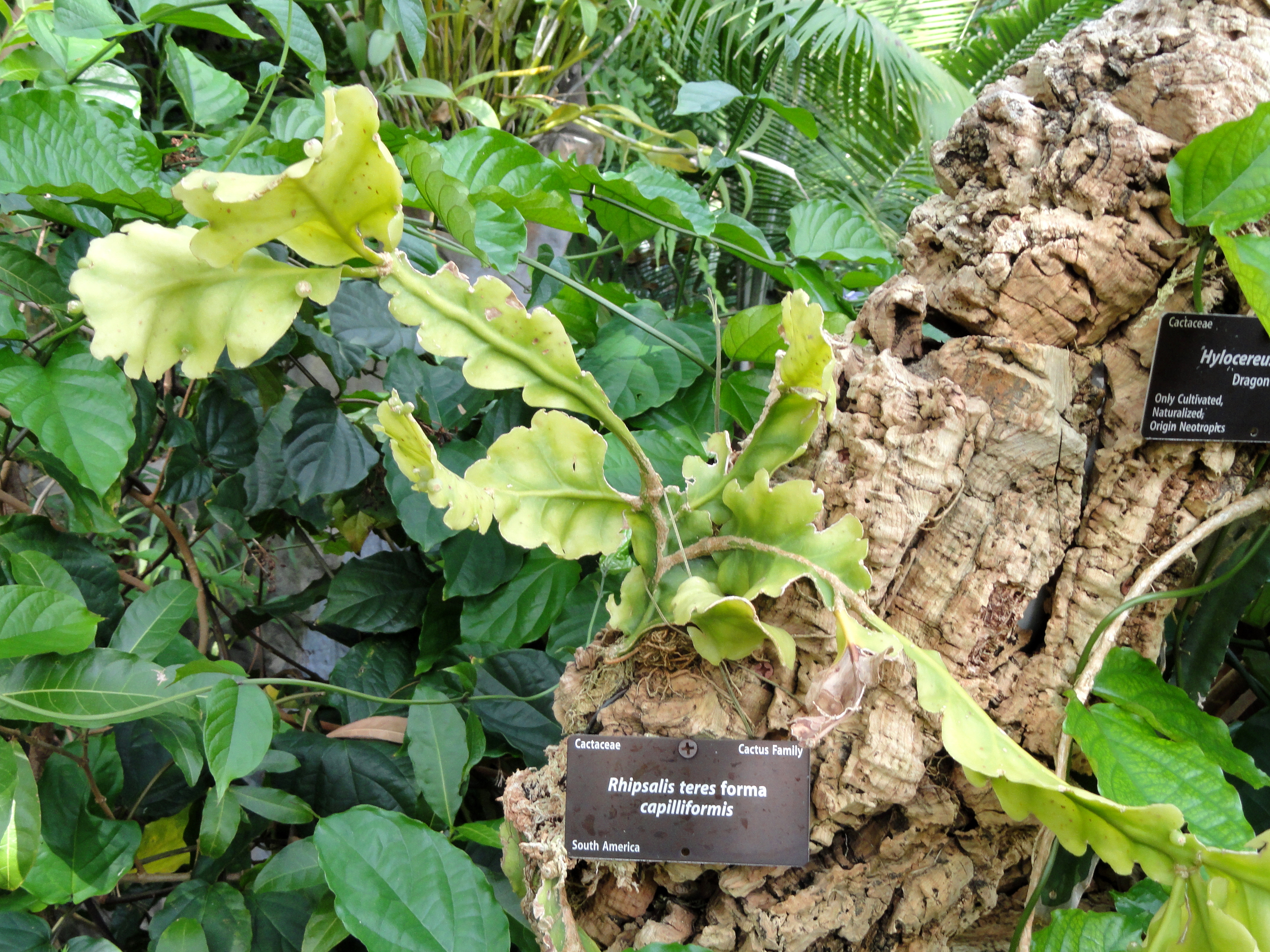
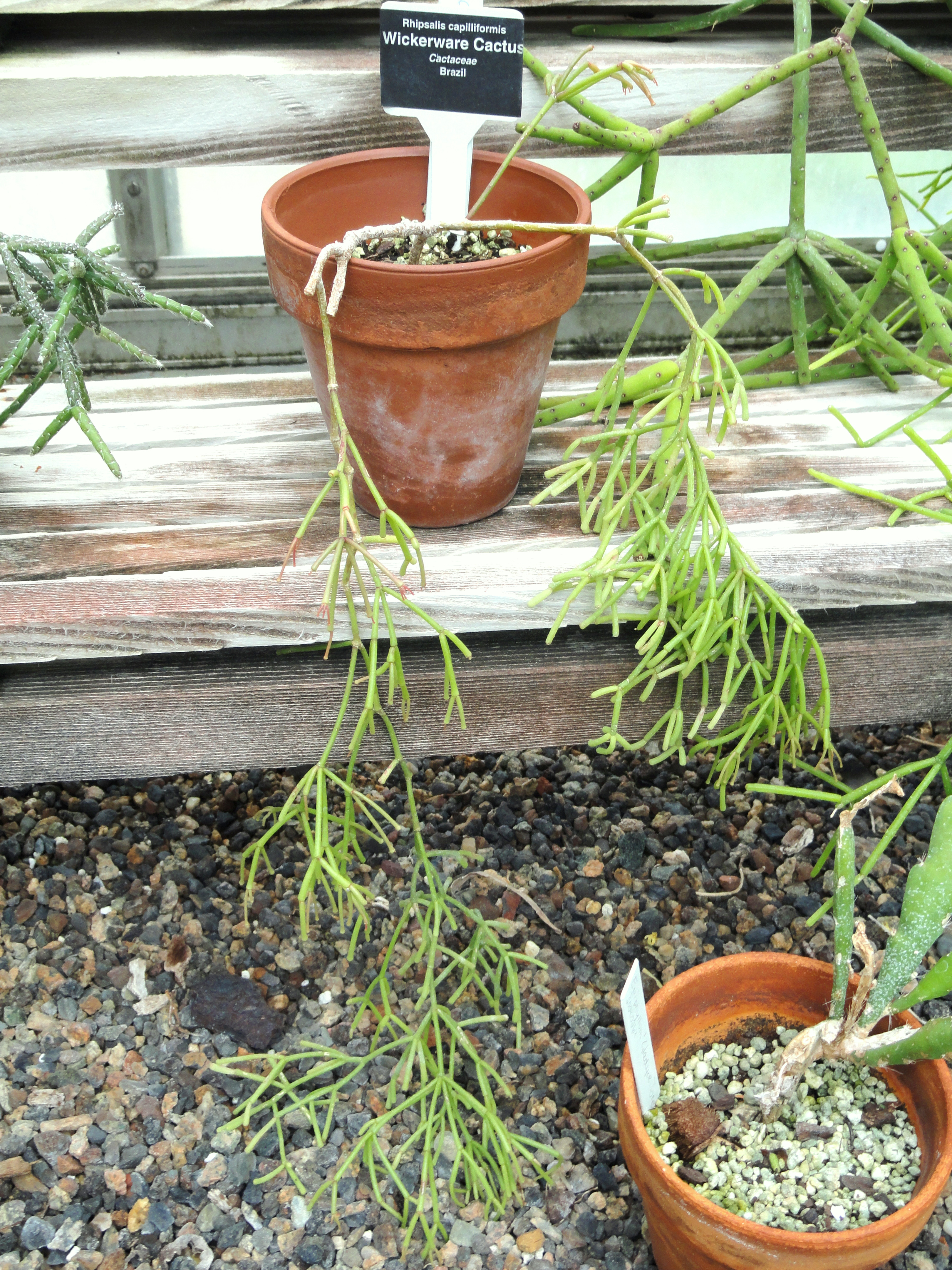